# Funcas
Funcas (Fundació de les Caixes d'Estalvis) és una fundació privada espanyola dedicada a la investigació econòmica i social, establerta l'any 1982 per la Confederació Espanyola de Caixes d'Estalvis (CECA). Té com a objectiu principal promoure l'estudi i la difusió del coneixement sobre l'economia espanyola, les finances públiques, el sistema bancari i altres àmbits relacionats amb les ciències socials. Funcas actua com a centre de reflexió i debat, tot oferint anàlisis per ajudar en la presa de decisions polítiques i econòmiques.
La fundació col·labora estretament amb universitats, centres d'estudis i investigadors, tot impulsant projectes de recerca i activitats formatives. Entre les seves principals línies d'acció s'inclouen l'elaboració d'estudis macroeconòmics, l'anàlisi de la política fiscal i monetària, i l'estudi del mercat laboral. A més, Funcas publica periòdicament revistes com Papeles de Economía Española i Cuadernos de Información Económica.
Des de setembre de 2011 el seu director és Carlos Ocaña y Pérez de Tudela.